# Калачанов, Вячеслав Дмитриевич
Вячеслав Дмитриевич Калачанов  (род. 30 сентября 1956, Москва) — экономист, доктор экономических наук, профессор, почётный авиастроитель Российской Федерации, почётный работник высшего профессионального образования Российской Федерации.

## Биография
Начал трудовую деятельность в 1978 году младшим научным сотрудником одного из НИИ оборонной промышленности.
В дальнейшем:
- 1983-1992 – старший научный сотрудник, начальник научно-исследовательского сектора, начальник научно-исследовательского отдела, начальник научно-исследовательского отделения НИИ экономики, планирования и управления Минавиапрома СССР
- 1992-1993 – заместитель директора ЦНИИ экономики и конверсии военного производства Госкомобронпрома России
- 1993-1997 – генеральный директор Института технико-экономических проблем
- 1997-2001 – заместитель директора ЦАГИ
- с 2001 года – заведующий кафедрой МАИ

В настоящее время заведует кафедрой 315 «Управление высокотехнологичными предприятиями» МАИ. Член Совета Учебно-методического объединения (УМО) по образованию в области менеджмента Минобрнауки России и Экспертного совета Высшей аттестационной комиссии Минобрнауки России.
Председатель докторского диссертационного совета ДС 212.005.07 МАИ по специальностям 05.02.22 «Организация производства (промышленность)» и 08.00.13 «Математические и инструментальные методы экономики».
Действительный член общественных академий наук (Российской инженерной академии, Российской академии транспорта).

## Награды
- Заслуженный работник высшей школы Российской Федерации (2017)[3]
- Почётный авиастроитель Российской Федерации (1996)[3]
- Почётный работник высшего профессионального образования Российской Федерации (2010)[3]
- Нагрудный знак «За заслуги» МинЧС России (2008)
- Орден святого благоверного князя Даниила Московского (2006)